# Live at Gibson Amphitheatre - August 15th, 2007
Live at Gibson Amphitheatre - August 15th, 2007 è un album live della cantante pop Hilary Duff, tratto dal concerto del 15 agosto 2007 tenutosi al Gibson Amphitheatre di Los Angeles.
Pubblicato su iTunes USA il 23 novembre 2009, chiude il periodo sotto la casa discografica Hollywood Records dell'artista, che qui ascoltiamo durante il Dignity Tour nel quale, oltre a brani del suo allora ultimo disco Dignity, come Outside of You, Stranger', Gypsy Woman, Danger e il grande successo With Love, propone anche successi del passato (Wake Up, Beat Of My Heart, So Yesterday, Fly e tanti altri) e in anteprima la prima versione di quello che fu il singolo successivo della cantante, Reach Out (scritto da Ryan Tedder, Kara DioGuardi e Hilary Duff).

## Tracce
1. Play With Fire – 4:46
2. Danger – 4:12
3. Come Clean – 4:06
4. The Getaway – 4:09
5. Dignity – 3:28
6. Gypsy Woman – 4:19
7. Someone's Watching Over Me – 5:56
8. Beat of My Heart – 2:09
9. Why Not – 1:25
10. So Yesterday – 2:34
11. With Love – 4:06
12. Wake Up – 3:35
13. I Wish – 3:34
14. Outside of You – 6:38
15. Fly – 3:46
16. Happy – 3:39
17. Dreamer – 3:13
18. Backup Intros and Band Jam – 3:07
19. Reach Out – 4:33
20. Stranger – 5:43